# Bouscarle de Grauer
Bradypterus graueri
Espèce
Statut de conservation UICN

 VU B2ab(ii,iii,iv,v) : Vulnérable
La Bouscarle de Grauer (Bradypterus graueri) est une espèce d'oiseaux de la famille des Locustellidae.
Son nom est attribué à l'explorateur et zoologiste autrichien Rudolf Grauer (en) (1871-1927).

## Répartition
Cet oiseau fréquente les forêts d'altitude du rift Albertin.

## Habitat
Son habitat naturel est les lacs et les marais.
Elle est menacée par la perte de son habitat.